# Kuhajärvi (sjö i Nyslott, Södra Savolax)
Kuhajärvi är en sjö i kommunen Nyslott i landskapet Södra Savolax i Finland. Sjön ligger 76,9 meter över havet. Arean är 1,65 kvadratkilometer och strandlinjen är 7,65 kilometer lång. Sjön  ingår i Vuoksens huvudavrinningsområde.   Den ligger omkring 99 kilometer öster om S:t Michel och omkring 290 kilometer nordöst om Helsingfors. 